# Заборовський Ярослав Юрійович
Ярослав Юрійович Заборовський (нар. 8 серпня 1939 Львів Польща — пом. 26 січня 2021 Івано-Франківськ Україна) – український історик фаховий спеціаліст з історії стародавнього Рима та історії християнської Церкви в античний період та середньовіччя, завідувач кафедри історії Стародавнього світу і Середніх віків (1992-1999) історичного факультету Прикарпатського університету імені Василя Стефаника (м.Івано-Франківськ). Проректор з навчальної роботи Івано-Франківської духовної семінарії ім.священомученика Йосафата 1990-1991.

## Біографія
Народився 8 серпня 1939 року Львів, Польща (нині Україна). Батько Юрій Васильович Заборовський, мама Анна Теодорівна Солярів. Під час хрещення отримав подвійне ім'я Мар'ян-Ярослав. В 1944 р. після повернення з заслання трагічно загинув тато Юрій.
Закінчив школу в 1956 р. усі випускні іспити здав на оцінку 5 ("добре"). Того ж року вступив на історичних факультет ЛНУ ім.Івана Франка. Науковий керівник Іван Вейцківський, дипломна робота "Історія Республіканського Риму".
Закінчив навчання в 1961 р. працював вчителем у звичайній сільській школі с.Бітля Львівської обл.
1967 р. захистив кандидатську дисертацію на тему: "Спроби вирішення аграрної кризи кінця 130-х рр. до.н.е в Республіканському Римі" - захищався в Ленінградському університеті ім.А.О.Жданова.
1964-1967 рр. працював викладачем історії в Дрогобицькому університеті. У 1967 р на запрошення ректора Устенка перейшов працювати до Івано-Франківського педагогічного університету,на посаду доцента, з 1990 р професора,  заступник декана факультету історії 1976-1977, 1979-1981.
Активно взяв участь у виході УГКЦ з підпілля, став першим проректором з навчальної роботи Івано-Франківської духовної семінарії святого Йогафата.
Завідувач кафедри "Історії стародавнього світу та середніх віків" ПНУ ім.В.Стефаника 1992-1999
В 1999 р. вийшов на пенсію, не полишав наукової роботи, помер 26 січня 2021 р. в місті Івано-Франківськ

## Вибрані праці
- "Спроби вирішення аграрної кризи кінця 130-х рр. до.н.е в Риспубліканському Римі" 1967 р. Ленінград.
- Очерки по истории аграрных отношений в Римской республике. Львов : Вища школа, 1985. 200 с.
- На стежинах історії. — Івано-Франківськ, 2003. — 388 с. — ISBN 966-8588-00-2.

## Нагороди
- СРСР Медаль "Ветеран праці" 1989 р. [4]
- СРСР Подяка Міністерства народної освіти Української РСР [4]
- СРСР Медаль "Макаренка" Міністерства народної освіти УРСР 1990 р.[4]
- Срібна ювілейна медаль Івано-Франківської єпархії УГКЦ 2000 р.[4]
- Україна Почесний знак на честь 2000-ліття Різдва Христового Голови Івано-Франківської обласної державної адміністрації 2000 р.[4][1]
- США лауреат гранту ACLS (1999 р.), що при Фонді Дейла Карнегі (Держдепартамент США)[4]

## Див.також
Список професорів-істориків ПНУ імені В.Стефаника